# 西里西亚地区戈茹夫
西里西亚地区戈茹夫（波蘭語：Gorzów Śląski，旧称上西里西亚地区兰茨贝格（德語：Landsberg in Oberschlesien），是波蘭奧波萊省的城鎮，位於該國南部，面積18.68平方公里，鎮上的信義宗教堂始建於1857年，2006年人口2,606。

## 外部連結
- Jewish Community in Gorzów Śląski （页面存档备份，存于） on Virtual Shtetl

51°02′N 18°26′E / 51.033°N 18.433°E